# عبد السلام الشمري
عبد السلام الشمري لاعب كرة قدم سعودي يلعب كلاعب وسط في نادي الجبلين .